# Дипротон
Дипрото́н — нестабильная частица, состоящая из двух связанных протонов, может рассматриваться как ядро изотопа гелия-2. Дипротон состоит из двух протонов (нейтронов нет). Экспериментально наблюдался в распаде возбуждённого состояния 18Ne. Нестабильность данного ядра обусловлена принципом исключения Паули.